# Ramakrishna Math
Ramakrishna Math (en català Comunitat Monàstica Ramakrishna) és una comunitat monàstica religiosa vedanta de l'hinduisme ubicada dins el monestir de Belur a Bengala Occidental (Índia) igual que a la seva organització bessona Missió Ramakrishna (Ramakrishna Mission). És una ordre monàstica per als homes formada per monjos (Sannyasins i Brahmacharins). Creada per joves deixebles d'en Sri Ramakrishna sota el lideratge de Swami Vivekananda després de la mort del seu mestre el 1886. Sri Sarada Devi va tenir un paper clau amb la creació de l'Ordre Ramakrishna durant els primers dies, quan els joves monjos no tenien diners, els encoratjava i inspirava.
Tot i que la Ramakrishna Math i Ramakrishna Mission són legal i financerament diferents estan molt interrelacionades i per això es consideren organitzacions bessones. El 2016 tenia 181 centres a tot el món: 136 a l'Índia, 13 a EUA, 13 a Bangladesh, 2 a Rússia i un a Argentina, Austràlia, Brasil, Canadà, Fiji, França, Alemanya, Japó, Malàisia, Maurici, Nepal, Països Baixos, Singapur, Sud-àfrica, Sri Lanka, Suïssa i Regne Unit. I 33 subcentres adjunts a alguns d'aquests centres. A més d'aquests centres, hi ha al voltant de mil centres no afiliats (popularment anomenats "centres privats") arreu del món creats per devots i seguidors de Sri Ramakrishna i Swami Vivekananda.
El monestir, en un primer moment, es va situar a la ciutat de Baranagar, anomenat-se Baranagar Math. Seguidament s'instal·là a l'Alambazar Math entre el 1892 i 1898, a mitja milla del Temple Dakshineshwar. Casa que havia sigut visitada per Sri Ramakrishna. Posteriorment, breument i de forma temporal s'instal·là al jardí de Nilambar Mukherjee, ubicat per sota de l'assentament de Belur Math. I finalment el gener de 1899  es va traslladar a una parcel·la de recent adquisició a Belur, al districte de Howrah. Aquest monestir serveix com a Casa Mare per a tots els monjos de l'Ordre de Ramakrishna que viuen en els diferents centres d'arreu del món de la Ramakrishna Math o de la Missió Ramakrishna.
Ramakrishna va reunir i formà un grup de joves deixebles, alguns d'ells també van ser beneïts amb la roba monàstica per part del propi Ramakrishna. Aquest grup fou liderat per en Narendranath, més tard conegut com a Vivekananda. Foren tots aquests deixebles que va formar el nucli del nou ordre monàstic. Swami Vivekananda i altres quinze van ser els fundadors d'aquest ordre. Després de prendre els vots monàstics formals a través de rituals apropiats (12 al principi i la resta en diferents moments més tard) van assumir nous noms (ordenats en funció de l'edat):
- Gopal - Swami Advaitananda (1828-1909)
- Taraknath - Swami Shivananda (1854-1934)
- Baburam - Swami Premananda (1861-1918)
- Yogindra - Swami Yogananda (1861-1899)
- Harinath - Swami Turiyananda (1863-1922)
- Narendranath - Swami Vivekananda (1863-1902)
- Rakhal - Swami Brahmananda (1863-1922)
- Sasibhusan - Swami Ramakrishnananda (1863-1911)
- Gangadhar - Swami Akhandananda (1864-1937)
- Kaliprasad - Swami Abhedananda (1866-1939)
- Saratchandra - Swami Saradananda (1865-1927)
- Saradaprasanna - Swami Trigunatitananda (1865-1914)
- Subodhachandra - Swami Subhodananda (1867-1932)
- Hariprasanna - Swami Vijnanananda (1868-1938)
- Latu - Swami Adbhutananda (mort el 1920)
- Nityaniranjan - Swami Niranjanananda (mort el 1904)

## Lema i logotip

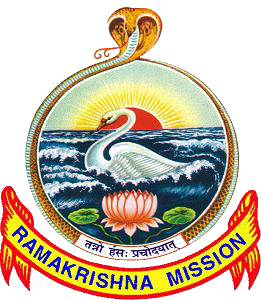

El lema i el logotip van ser creats per en Swami Vivekananda. El lemva és आत्मनो मोक्षार्थम् जगद्धिताय च (Atmano Mokshartham jagaddhitaya ca) que significa Per l'alliberament del Jo i al servei a la societat. El logotip es va crear a partir del lema. Consisteix en un elegant cigne amb un fons del sol naixent, envoltat d'aigües ondulades, de les quals ha sorgit una bella flor de lotus juntament amb un parell de fulles. Aquesta imatge sencera està envoltada per una serp encaputxada.
Swami Vivekananda va explicar l'imaginari en els termes següents: "Les aigües ondulades de la imatge són simbòliques del Karma, el lotus, de Bhakti i el sol ascendent de Jnana. La serp envolventa és indicativa del Ioga i el despertat Kundalini Shakti, mentre que el cigne de la imatge representa Paramatman (Suprem Self). Per tant, la idea de la imatge és que per la unió de Karma, Jnana, Bhakti i Ioga, s'obté la visió de Paramatman ".

## Presidents de la Ramakrishna Math i la Missió Ramakrishna
Llista dels presidents (caps espirituals) de l'ordre monàstica Ramakrishna. Des del 1901 es deixa d'utilitzar el terme "president general" per "president":
- Swami Vivekananda (1897 -1901) (fundador i president general)

Presidents:
1. Swami Brahmananda (1901-1922)
2. Swami Shivananda (1922-1934)
3. Swami Akhandananda (1934-1937)
4. Swami Vijnanananda (1937-1938)
5. Swami Shuddhananda (1938-1938)
6. Swami Virajananda (1938-1951)
7. Swami Shankarananda (1951-1962)
8. Swami Vishuddhananda (1962-1962)
9. Swami Madhavananda (1962-1965)
10. Swami Vireshwarananda (1966-1985)
11. Swami Gambhirananda (1985-1988)
12. Swami Bhuteshananda (1989-1998)
13. Swami Ranganathananda (1998-2005)
14. Swami Gahanananda (2005-2007)
15. Swami Atmasthananda (2007–2017)